# Ronov (Ořechov)
Ronov (deutsch Ronow) ist ein Ortsteil der Gemeinde Ořechov in Tschechien. Er liegt neun Kilometer östlich von Velké Meziříčí und gehört zum Okres Žďár nad Sázavou.

## Geographie
Ronov befindet sich im Krischanauer Bergland (Křižanovská vrchovina) im Süden der Böhmisch-Mährischen Höhe rechtsseitig des Flüsschens Bítýška an der Kuppe Na Kopečku. Nördlich liegt der Teich Tvrzský rybník, der Teil des Teichgebietes am Oberlauf der Bítýška ist. Östlich verläuft die Staatsstraße 37 zwischen Křižanov und Velká Bíteš sowie die Eisenbahn von Brno nach Žďár nad Sázavou. Nächste Bahnstation ist Ořechov. Im Südosten befindet sich im Horkawald der Granitsteinbruch Ořechov.
Nachbarorte sind Křižanov und Kadolec im Norden, Ořechov im Osten, Tři Dvory, Osová Bítýška und Záblatí im Südosten, Křeptovský Dvůr und Ruda im Süden, Jabloňov im Südwesten, Březejc im Westen sowie Sviny und Kúsky im Nordwesten.
Westlich, in Richtung Březejc, liegt die Wüstung Chlístov, und im Süden am Weg nach Ruda die Wüstung Kyjov.

## Geschichte
Im Horkawald befand sich eine mittelalterliche Feste, die im 13. Jahrhundert erlosch. Ihre Funktion übernahm eine zu dieser Zeit nördlich der alten auf dem Kopeček neu errichteten Feste zu der 320 Scheffel Felder gehörten. 1364 wurde die Feste Orziechowe zusammen mit dem gleichnamigen Dorf als Teil der Herrschaft Ossaw erstmals schriftlich erwähnt. 1366 wurde Orziechowe verkauft und kam zu Beginn des 15. Jahrhunderts wieder zur Herrschaft Osové zurück. Nachfolgende Besitzer waren u. a. die Herren von Doubravice und Osové.
Im Jahre 1552 wurde Orzechau unter Jan Přepyský von Rychemburk zu einer kleinen Herrschaft. Vor 1596 entstand links der Bítýška beim Dorf Orzechau die Feste Neu Orzechau, die zusammen mit dem alten Rittersitz als Herrschaftssitz diente. 1609 kaufte Lev Burian Berka von Dubá und Lipa die Herrschaft von Alena von Meziříčí. Weitere Besitzer waren u. a. Wilhelm Munk von Eibenschütz und nach der Schlacht am Weißen Berg Kardinal Franz Xaver von Dietrichstein. 1687 verkaufte Johann Paul von Gaar die Herrschaft Neu Orzechau an Dominik Andreas von Kaunitz. Dieser schlug sie am 4. Juni 1687 zu Krizanau zu. Damit verlor die Feste Orzechau jegliche Funktion und verfiel. Am nördlichen Vorhof der Feste wurde zum Ende des 17. Jahrhunderts eine Glashütte errichtet. Im Jahre 1726 erfolgte der Verkauf der Güter an das Zisterzienserkloster Saar. Bei der Feste bestand eine Brennerei, die auf dem Horkawald und von Quellen bei Ořechov mit Wasser versorgt wurde. Nach der Aufhebung des Klosters im Zuge der Josephinischen Reformen erwarb Karl Endsmann von Ronow 1784 den Besitz.
Er ließ das Gut parzellieren und neben dem herrschaftlichen Stall und der Schäferei entstanden 28 Siedlerstellen. Die frühere Feste diente fortan als herrschaftliches Forsthaus. Die neue Ansiedlung wurde nach ihm als Ronow bezeichnet. 1821 entstand in Ronow eine Schule.
Nach der Aufhebung der Patrimonialherrschaften bildete Ronov ab 1850 einen Ortsteil der Marktgemeinde Křižanov in der Bezirkshauptmannschaft Velké Meziříčí. 1867 wurde Ronov zum Ortsteil der neuen Gemeinde Ořechov. Zu Beginn des Jahres 1961 wurde der Ort dem Okres Žďár nad Sázavou zugeordnet. Zwischen 1980 und 1990 war Ronov ein Ortsteil von Osová Bítýška, seitdem gehört es wieder zu Ořechov. 1991 hatte der Ort 100 Einwohner. Im Jahre 2001 bestand das Dorf aus 40 Wohnhäusern, in denen 97 Menschen lebten. Südöstlich des Dorfes wird im Horkawald ein großer Granitsteinbruch betrieben.

## Sehenswürdigkeiten
- barocke Kapelle des hl. Antonius von Padua in Ronov, errichtet 1680 im Vorhof der Feste. Johann Paul von Gaar stiftete in seinem Testament 200 Gulden für den Erhalt der Kapelle
- Steinkreuz an der Kapelle
- ehemalige Feste, sie dient heute als Wohnhaus des Designers Jiří Eliška, an der Einfahrt ist das Familienwappen der Herren von Ronow erhalten. Im Innenhof befindet sich eine alte Schießscharte und eine Sonnenuhr.

## Söhne und Töchter des Ortes
- Antonín Novotný  (1858–1947), Volksliedersammler
- Dobroslav Orel (1870–1942), Musikwissenschaftler